# Иснов
Иснов (азерб. İsnov) — село в Губинском районе Азербайджана. 

## География
Расположено к юго-востоку от административного центра района — города Губа.

## История
Название села имеет татское происхождение.
В сведениях 1886 года, опубликованных в изданном в 1893 году под редакцией Н. К. Зейдлица «Своде статистических данных о населении Закавказского края», указывается татское селение Исновъ Исновского сельского общества Кубинского уезда Бакинской губернии.

## Население
Согласно данным на начало 1933 года Иснов входил в Зарговинский сельсовет Кубинского района Азербайджанской ССР, состоявший из 13 сёл. В Иснове проживало 434 человека в 102 хозяйствах (мужчин — 233, женщин — 205). Большая часть населения Зарговинского сельсовета — 99,5 % являлась татами.